# Мария Костовска
Мария Атанасова Костовска или Костова е българска учителка и революционерка, деятелка на Вътрешната македоно-одринска революционна организация.

## Биография
Родена е в през май 1877 година в малешевската паланка Пехчево, тогава в Османската империя, в семейството на Атанас и Султана Костовски. Още като момиче е посветена във ВМОРО и се занимава с революционна дейност. В 1901 година заедно с брат си Андон Костовски убива в дома си по нареждане на ВМОРО свещеника ренегат Алексия Я. Попов. Заловена е и през февруари 1901 година е осъдена на 3 години, които лежи в Куршумли хан в Скопие. В 1912 година отново е заловена от турските власти заедно с 80 българи от града и околията, но Костовска успява с брадва да разбие вратата на секирата и да ги освободи.
На 8 април 1943 година, като жителка на Пехчево, подава молба за българска народна пенсия, която е одобрена и пенсията е отпусната от Министерския съвет на Царство България.